# Charles Mangin
Charles Emmanuel Marie Mangin (n. 6 iulie 1866 - d. 12 mai 1925) a fost un general francez din timpul Primului Război Mondial.